# Pakeha hiloa
Pakeha hiloa är en spindelart som beskrevs av Forster och Wilton 1973. Pakeha hiloa ingår i släktet Pakeha och familjen mörkerspindlar. Inga underarter finns listade i Catalogue of Life.